# Petruskerk (Jouswier)
De Petruskerk is een kerkgebouw in Jouswier in de Nederlandse provincie Friesland.

## Geschiedenis
De eenbeukige kerk met vierzijdig gesloten koor werd gebouwd in 1557 op een grotendeels afgegraven terp ter vervanging van een kerk (13e eeuw) die gewijd was aan Petrus. In 1752 verrees de zadeldaktoren van twee geledingen met vleugelmuren en werd de westmuur en ingang vernieuwd. In de toren hangt een klok (1395) van Hermanus. De spitsboogvensters zijn in 1823 aangebracht. In 1858 werd de kerk iets verhoogd en voorzien van een nieuwe kap. De toren werd in 1915 beklampt. In 1978 werd de bepleistering uit 1876 verwijderd. In 1987 werd de kerk opnieuw gerestaureerd.
Het kerkgebouw is een rijksmonument en is in 2003 overgenomen door de Stichting Alde Fryske Tsjerken.

## Interieur
In de voorkerk (westelijke travee) met consistoriekamer is de volgende tekst te lezen: "De kerkvoogden verzoeken in 's Heeren huis het spuwen van tabak na te laten". Het interieur wordt gedekt door een houten tongewelf. Aan de noordmuur bevinden zich twee rouwborden in rococostijl voor Willem Bergsma (1774) en Remelia Schik (1781) en een rouwbord voor Petronella Bergsma (1831). In het middenpad bij het koor de grafkelder voor Bergsma. In de zuidoost muur een piscina. De preekstoel (19e eeuw) is voorzien van gietijzeren decoraties. Het kabinetorgel uit 1872 werd gebouwd door de Gebr. Adema en werd in 1916 door Bakker & Timmenga in de kerk geplaatst.

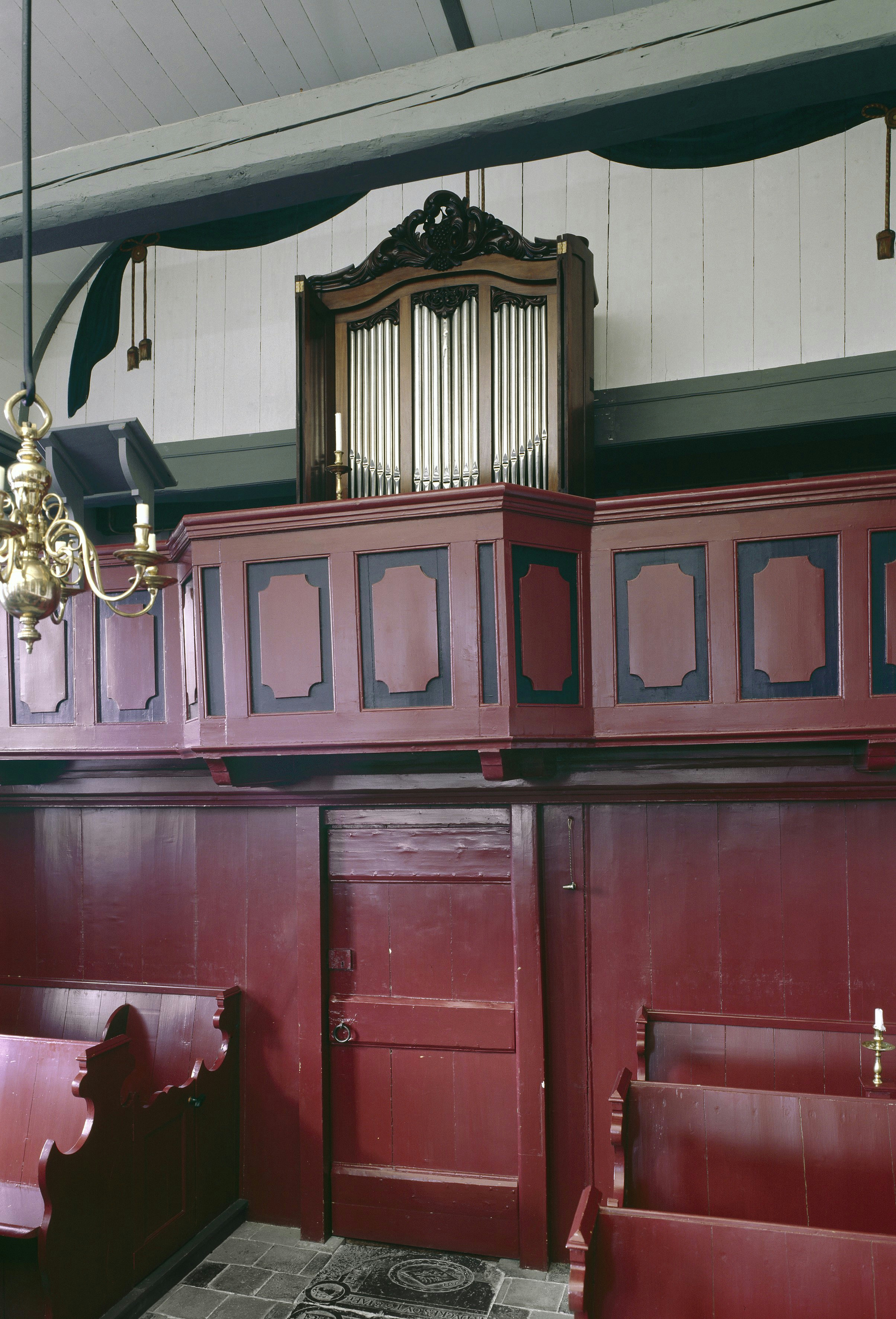
Interieur met orgel (2005)
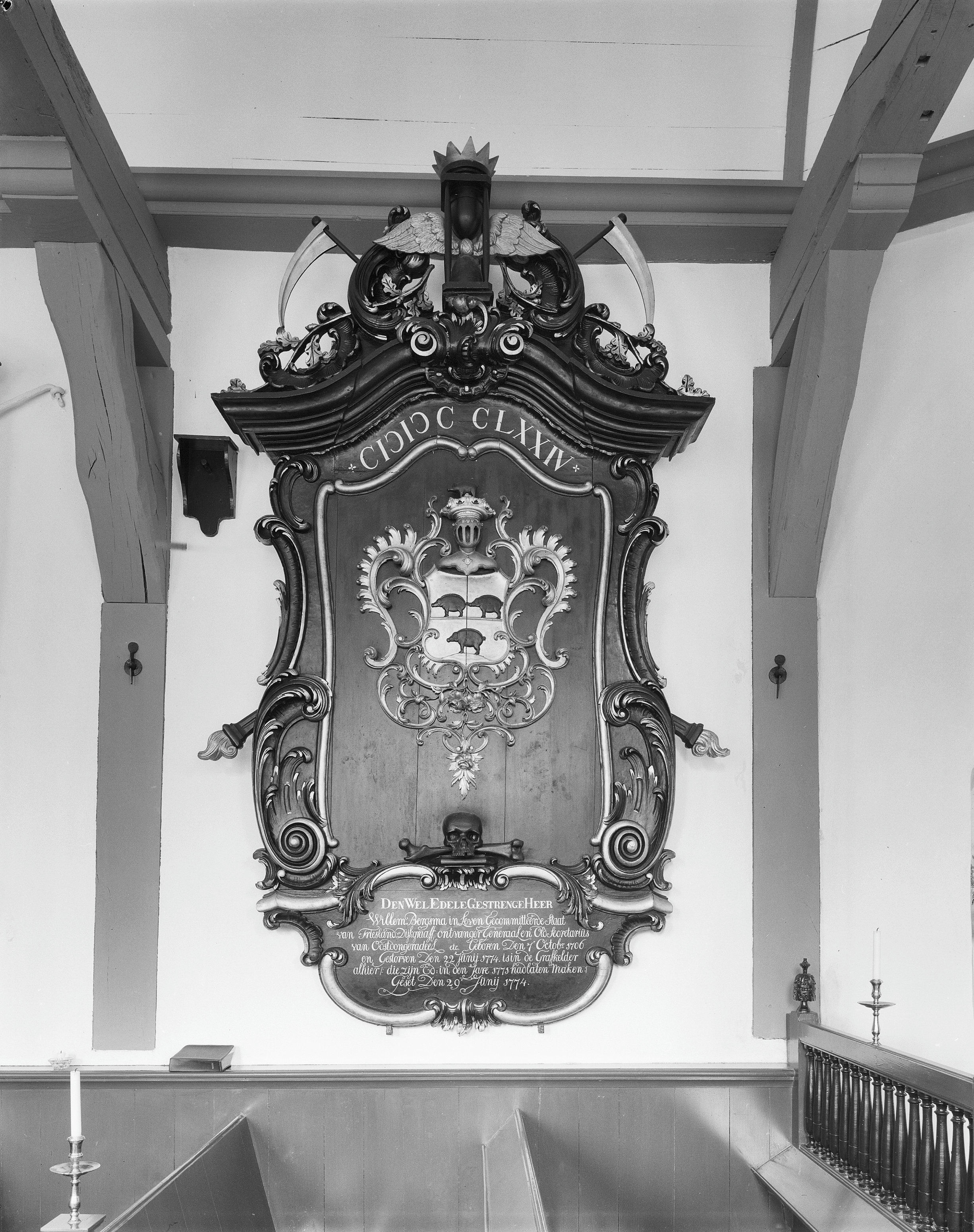
Rouwbord Willem Bergsma. Op het wapen zijn varkens afgebeeld